# Championnats du monde juniors de patinage artistique 1992
Navigation
Édition précédente Édition suivante
Les Championnats du monde juniors de patinage artistique 1992 ont lieu du 26 novembre au 1er décembre 1991 à Hull au Canada. 

## Qualifications
Les patineurs sont éligibles à l'épreuve s'ils représentent une nation membre de l'Union internationale de patinage (International Skating Union en anglais) et s'ils ont moins de 19 ans avant le 1er juillet 1991, sauf pour les messieurs qui participent au patinage en couple et à la danse sur glace où l'âge maximum est de 21 ans. Les fédérations nationales sélectionnent leurs patineurs en fonction de leurs propres critères.
Sur la base des résultats des championnats du monde juniors 1991, l'Union internationale de patinage autorise chaque pays à avoir de une à trois inscriptions par discipline. 
| Nombre d'inscriptions                                             | Messieurs                          | Dames                                                         | Couples                     | Danse sur glace                |
| ----------------------------------------------------------------- | ---------------------------------- | ------------------------------------------------------------- | --------------------------- | ------------------------------ |
| 3                                                                 | France Union soviétique États-Unis | France États-Unis                                             | Union soviétique États-Unis | Canada France Union soviétique |
| 2                                                                 | Allemagne Japon                    | Allemagne Chine Japon Suisse Tchécoslovaquie Union soviétique | Canada Pologne              | Italie États-Unis              |
| Si non répertorié ci-dessus, une seule inscription est autorisée. |                                    |                                                               |                             |                                |

## Podiums
| Épreuves                            | Or                                        | Argent                                   | Bronze                                  |
| ----------------------------------- | ----------------------------------------- | ---------------------------------------- | --------------------------------------- |
| Messieurs résultats détaillés       | Dmytro Dmytrenko                          | Konstantin Kostin                        | Damon Allen                             |
| Dames résultats détaillés           | Laëtitia Hubert                           | Lisa Ervin                               | Chen Lu                                 |
| Couples résultats détaillés         | Natalia Krestianinova / Alexei Torchinski | Caroline Haddad / Jean-Sébastien Fecteau | Svetlana Pristav / Viacheslav Tkachenko |
| Danse sur glace résultats détaillés | Marina Anissina / Ilia Averboukh          | Yaroslava Nechaeva / Yuri Chesnichenko   | Amélie Dion / Alexandre Alain           |

## Tableau des médailles
| Rang  | Nation           | Or | Argent | Bronze | Total |
| ----- | ---------------- | -- | ------ | ------ | ----- |
| 1     | Union soviétique | 3  | 2      | 1      | 6     |
| 2     | France           | 1  | 0      | 0      | 1     |
| 3     | Canada           | 0  | 1      | 1      | 2     |
| 3     | États-Unis       | 0  | 1      | 1      | 2     |
| 5     | Chine            | 0  | 0      | 1      | 1     |
| Total | Total            | 4  | 4      | 4      | 12    |

## Détails des compétitions
Pour la saison 1991/1992, les calculs des points se font selon la méthode suivante :
- chez les Messieurs, les Dames et les Couples artistiques (0.5 point par place pour le programme court, 1 point par place pour le programme libre)
- en danse sur glace (0.4 point par place pour les deux danses imposées, 0.6 point par place pour la danse originale, 1 point par place pour la danse libre)

### Messieurs
| Rang | Nom                   | Nation           | Points | Prog. court | Prog. libre |
| ---- | --------------------- | ---------------- | ------ | ----------- | ----------- |
| 1    | Dmytro Dmytrenko      | Union soviétique | 1.5    | 1           | 1           |
| 2    | Konstantin Kostin     | Union soviétique |        |             |             |
| 3    | Damon Allen           | États-Unis       |        |             |             |
| 4    | Evgeni Pliuta         | Union soviétique |        |             |             |
| 5    | Gilberto Viadana      | Italie           |        |             |             |
| 6    | Patrick-René Reinhard | Allemagne        |        |             |             |
| 7    | Fumihiro Oikawa       | Japon            |        |             |             |
| 8    | Ryan Hunka            | États-Unis       |        |             |             |
| 9    | Jeffrey Langdon       | Canada           |        |             |             |
| 10   | Michael Tyllesen      | Danemark         |        |             |             |
| 11   | Luiz Mariano Taifas   | Roumanie         |        |             |             |
| 12   | Gaku Aiyoshi          | Japon            |        |             |             |
| 13   | Stanick Jeannette     | France           |        |             |             |
| 14   | Zbigniew Komorowski   | Pologne          |        |             |             |
| 15   | Stéphane Morel        | France           |        |             |             |
| 16   | Gabriel Monnier       | France           |        |             |             |
| 17   | Mirko Müller          | Allemagne        |        |             |             |
| 18   | Ashley Wilson         | Australie        |        |             |             |
| 19   | Clive Shorten         | Royaume-Uni      |        |             |             |
| 20   | Markus Leminen        | Finlande         |        |             |             |
| 21   | Ivo Frycer            | Tchécoslovaquie  |        |             |             |
| 22   | Dino Quattrocecere    | Afrique du Sud   | 33.0   | 22          | 22          |
| 23   | Szabolcs Vidrai       | Hongrie          | 34.5   | 23          | 23          |
| 24   | Jonathan Nunez        | Espagne          | 36.0   | 24          | 24          |

### Dames
| Rang | Nom                   | Nation           | Points | Prog. court | Prog. libre |
| ---- | --------------------- | ---------------- | ------ | ----------- | ----------- |
| 1    | Laëtitia Hubert       | France           | 3.0    | 2           | 2           |
| 2    | Lisa Ervin            | États-Unis       | 4.5    | 1           | 4           |
| 3    | Chen Lu               | Chine            | 5.5    | 9           | 1           |
| 4    | Alice Sue Claeys      | Belgique         |        |             |             |
| 5    | Nadezhda Kovalevskaya | Union soviétique |        |             |             |
| 6    | Susanne Mildenberger  | Allemagne        |        |             |             |
| 7    | Netty Kim             | Canada           |        |             |             |
| 8    | Kumiko Koiwai         | Japon            |        |             |             |
| 9    | Xin Liu               | Chine            |        |             |             |
| 10   | Irena Zemanová        | Tchécoslovaquie  |        |             |             |
| 11   | Kaisa Kella           | Finlande         |        |             |             |
| 12   | Kristina Lipko        | Union soviétique |        |             |             |
| 13   | Marie-Pierre Leray    | France           |        |             |             |
| 14   | Joanna Ng             | États-Unis       |        |             |             |
| 15   | Viktoria Dimitrova    | Bulgarie         |        |             |             |
| 16   | Nathalie Krieg        | Suisse           |        |             |             |
| 17   | Anna Rechnio          | Pologne          |        |             |             |
| 18   | Kateřina Beránková    | Tchécoslovaquie  |        |             |             |
| 19   | Tamara Kuchiki        | États-Unis       |        |             |             |
| 20   | Cathrin Degler        | Allemagne        | 27.5   | 23          | 16          |
| 21   | Stéphanie Ferrer      | France           |        |             |             |
| 22   | Emma Warmington       | Royaume-Uni      |        |             |             |
| 23   | Katia Avesani         | Italie           |        |             |             |
| 24   | Jane Rolek            | Australie        |        |             |             |
| 25   | Krisztina Czakó       | Hongrie          |        |             |             |

### Couples
| Rang | Nom                                        | Nation           | Points | Prog. court | Prog. libre |
| ---- | ------------------------------------------ | ---------------- | ------ | ----------- | ----------- |
| 1    | Natalia Krestianinova / Alexei Torchinski  | Union soviétique | 1.5    | 1           | 1           |
| 2    | Caroline Haddad / Jean-Sébastien Fecteau   | Canada           | 3.0    | 2           | 2           |
| 3    | Svetlana Pristav / Viacheslav Tkachenko    | Union soviétique | 4.5    | 3           | 3           |
| 4    | Aimee Offner / Brian Helgenberg            | États-Unis       | 6.0    | 4           | 4           |
| 5    | Julie Laporte / David Pelletier            | Canada           | 7.5    | 5           | 5           |
| 6    | Nicole Sciarrotta / Gregory Sciarrotta Jr. | États-Unis       | 9.5    | 7           | 6           |
| 7    | Elena Vlasenko / Sergei Ostriy             | Union soviétique | 10.0   | 6           | 7           |
| 8    | Victoria Pearce / Clive Shorten            | Royaume-Uni      | 12.0   | 8           | 8           |
| 9    | Tristan Colell / John Baldwin              | États-Unis       | 13.5   | 9           | 9           |
| 10   | Agnieszka Pihut / Marek Osowski            | Pologne          | 15.0   | 10          | 10          |

### Danse sur glace
| Rang | Nom                                             | Nation           | Points | Danse imposée 1 | Danse imposée 2 | Danse originale | Danse libre |
| ---- | ----------------------------------------------- | ---------------- | ------ | --------------- | --------------- | --------------- | ----------- |
| 1    | Marina Anissina / Ilia Averboukh                | Union soviétique |        |                 |                 |                 |             |
| 2    | Yaroslava Nechaeva / Yuri Chesnichenko          | Union soviétique |        |                 |                 |                 |             |
| 3    | Amélie Dion / Alexandre Alain                   | Canada           |        |                 |                 |                 |             |
| 4    | Olena Hrushyna / Ruslan Honcharov               | Union soviétique |        |                 |                 |                 |             |
| 5    | Martine Michaud / Sylvain Leclerc               | Canada           |        |                 |                 |                 |             |
| 6    | Virginie Vuillemin / Rémi Jacquemard            | France           |        |                 |                 |                 |             |
| 7    | Radmila Chroboková / Tomáš Střondala            | Tchécoslovaquie  |        |                 |                 |                 |             |
| 8    | Kati Winkler / René Lohse                       | Allemagne        |        |                 |                 |                 |             |
| 9    | Bérangère Nau / Luc Monéger                     | France           |        |                 |                 |                 |             |
| 10   | Christina Fitzgerald / Mark Fitzgerald          | États-Unis       |        |                 |                 |                 |             |
| 11   | Sylwia Nowak / Sebastian Kolasiński             | Pologne          |        |                 |                 |                 |             |
| 12   | Daria-Larissa Maritczak / Ihor-Andrij Maritczak | Autriche         |        |                 |                 |                 |             |
| 13   | Lisa Dunn / John Dunn                           | Royaume-Uni      |        |                 |                 |                 |             |
| 14   | Barbara Piton / Benjamin Delmas                 | France           |        |                 |                 |                 |             |
| 15   | Enikő Berkes / Szilárd Tóth                     | Hongrie          |        |                 |                 |                 |             |
| 16   | Claudia Frigoli / Maurizio Margaglio            | Italie           |        |                 |                 |                 |             |
| 17   | Clarissa Meazzi / Gianoario Semplicini          | Italie           |        |                 |                 |                 |             |
| 18   | Yuki Habuki / Akiyuki Kido                      | Japon            |        |                 |                 |                 |             |
| 19   | Nicole Dumonceaux / John Reppucci               | États-Unis       |        |                 |                 |                 |             |
| 20   | Tina Lai / Wayne Lai                            | Taipei chinois   |        |                 |                 |                 |             |
| ...  |                                                 |                  |        |                 |                 |                 |             |